# Gonarezhou nationalpark
Gonarezhou nationalpark är ett viltreservat på 5 053 km² i Masvingoprovinsen i sydöstra Zimbabwe. Parken består av ett lågt hedlandskap som lokalt kallas veld, och som är indelat i ett område kring floderna Save och Runde i nordöst och ett område vid floden Mwenezi i sydväst. Gonarezhou ingår i Great Limpopo Transfrontier Park.
Namnet är shona för "plats med många elefanter".